# ماتشي موشاو
ماتشي موشاو هو ممثل بولندي ولد في 11 فبراير 1995.شارك في مسلسل نتفليكس 1899.